# Xylopia cayennensis
Xylopia cayennensis är en kirimojaväxtart som beskrevs av Paulus Johannes Maria Maas. Xylopia cayennensis ingår i släktet Xylopia och familjen kirimojaväxter. Inga underarter finns listade i Catalogue of Life.